# Škoda Rapid (2011)
|  | Denne artikel omhandler modellen fra 2011. For andre bilmodeller af samme navn, Škoda Rapid. |
Škoda Rapid er en lille mellemklassebil bygget af bilfabrikanten Škoda Auto siden den 7. oktober 2011. Bilen, som er tilegnet NIC-lande og ulande, har ikke andet end navnet til fælles med den i Europa siden 2012 tilgængelige model med samme navn.
På Frankfurt Motor Show præsenteredes i september 2011 prototypen Škoda MissionL, som var forstadiet til Rapid.
Produktionen af versionen til NIC-lande og ulande finder sted på Škodas og Volkswagens fabrik i Chakan i Indien. Bilen er i modelprogrammet placeret mellem Škoda Fabia og Škoda Octavia, og er teknisk set næsten identisk med sedanversionen af Volkswagen Polo V. Bagagerummet har et rumfang på 500 liter.
Navnet Rapid er allerede blevet benyttet flere gange af Škoda, senest på coupéen Škoda Rapid fra 1980'erne.

## Motorer
Til at begynde med findes modellen med en 1,6-liters benzinmotor med 105 hk og en 1,6-liters dieselmotor med samme ydelse og commonrail-indsprøjtning. Der kan vælges mellem både manuel og automatisk gearkasse.
| Model         | Cylindre | Ventiler | Slagvolume cm³ | Max. effekt kW (hk) / omdr. | Max. drejningsmoment Nm / omdr. | Byggeår |
| ------------- | -------- | -------- | -------------- | --------------------------- | ------------------------------- | ------- |
| Benzinmotorer |          |          |                |                             |                                 |         |
| 1.6 16V       | 4        | 16       | 1598           | 77 (105) / 5250             | 153 / 3800                      | 2011 −  |
| Dieselmotorer |          |          |                |                             |                                 |         |
| 1.6 TDI       | 4        | 16       | 1598           | 77 (105) / 4400             | 250 / 1500 − 2500               | 2011 −  |